# Marie-Élisabeth de Holstein-Gottorp
Marie-Élisabeth de Schleswig-Holstein-Gottorp (6 juin 1634, Château de Gottorp - 17 juin 1665, Darmstadt), est par mariage landgravine de Hesse-Darmstadt

## Biographie
Marie-Élisabeth est la fille de Frédéric III de Holstein-Gottorp (1597-1659) de son mariage avec Marie-Élisabeth de Saxe (1610-1684), fille de Jean-Georges Ier de Saxe.
Elle épouse le 24 novembre 1650 au château de Gottorp, Louis, qui devient plus tard Louis VI de Hesse-Darmstadt (1630-1678), auquel elle est fiancée le jour de son anniversaire, en 1649. À l'occasion de la cérémonie de mariage, la dernière danse d'épée dans la Hesse est réalisée lors d'un festival à Lollar.
Son père introduit Louis dans les affaires gouvernementales l'année après leur mariage, en 1651. Louis succède à son père en 1661. Il mène une politique de relations avec la Suède via la sœur de Marie-Élisabeth, Edwige-Éléonore de Holstein-Gottorp, la reine de Suède. Marie-Élisabeth eut huit enfants; elle meurt en 1665 à la naissance de son dernier enfant. Sa mort plonge Louis dans le deuil. Il écrit des poèmes à la mémoire de sa femme.

## Descendance
De son mariage, Marie-Élisabeth a les enfants suivants:
- Madeleine-Sybille (1652-1712), mariée en 1673 au duc Guillaume-Louis de Wurtemberg (1647-1677)
- Sophie-Éléonore (née et morte en 1653)
- Georges (1654-1655)
- Marie-Élisabeth (1656-1715), mariée en 1676 au duc Henri de Saxe-Römhild (1650-1710)
- Augusta-Madeleine (1657-1674)
- Louis VII (1658-1678), landgrave de Hesse-Darmstadt
- Frederick (1659-1676)
- Sophie-Marie (1661-1712), mariée en 1681 au duc Christian de Saxe-Eisenberg (1653-1707)

## Sources
- Heinrich Zehfu: l'antiquité de la capitale royale de Darmstadt, p. 60 (en allemand)
- le magazine de l'histoire culturelle allemande, p. 345 (en allemand)
- Georg Friedrich Teuthorn: histoire approfondie de la Hesse, p. 582 (en allemand)